# Johan Palmgren (dokumentärfilmare)
Carl Johan Palmgren, född 19 februari 1967 i Uppsala, är en svensk fotograf och dokumentärfilmare. 
År 2007 vann han, tillsammans med Åsa Blanck, en Guldbagge för bästa dokumentärfilm med Vikarien.

## Filmografi (i urval)[3]
- 2001 – Mulishani Mulishani
- 2003 – Ebba & Torgny och kärlekens villovägar
- 2006 – Vikarien
- 2007 – Sverker Åström - på sin ålders vår
- 2008 – Den nya Cinna
- 2008 – Anders & Harri
- 2008 – Bedragaren
- 2009 – Under ett täcke av snö
- 2010 – Kvartersdoktorn (TV-serie)
- 2010 – Kärlek utan slut
- 2012 – Händelser vid Slussen
- 2012 – Flogstavrålet
- 2013 – Familjen Persson i främmande land
- 2013 – Porrkungens tårar
- 2015 – Sextemplet
- 2018 – Spårviddshinder
- 2020 – Ingen ängel
- 2020 – Lex Lapidus – en serie i sex delar
- 2020 – Slusseländet
- 2021 – Benny och Kulturhuset
- 2021 – Tre filmer till minne av förintelsen
- 2024 – Vägen till ingenstans